# Lista de acervos online de jornais

## África

### África do Sul
- Independent Online (1998-)
- Daily Dispatch (1997-2008)

### Argélia
- Information Juive [French] (Algiers, Algeria and Paris, France; 1948–1977)
- Maguid Micharim/Le Tétouanais [Hebrew] (Oran, Algeria; 1895–1896)

### Camarões
- Cameroon Tribune (1976–) Pay

### Guiné Equatorial
- La Guinea Española (1903-1969) Free

### Marrocos
- National Library of Israel (19th-20th centuries) Jewish newspapers Free
  - L'Avenir Illustré [French] (Casablanca; 1926–1940)
  - La Liberté [French and Judeo-Arabic] (Tangier; 1915–1922)
  - Noar [French] (Casablanca; 1945–1952)
  - La Voix des Communautés [French] (Rabat; 1950–1956, 1961–1963)

### Namíbia
- Allgemeine Zeitung (2000-)

### Quênia
- Daily Nation (1998-) Pay

### Sierra Leoa
- Early Dawn (1885–1892) published in Bonthe Free
- Early Dawn (1885–1892) published in Bonthe; some issues missing; easier site to use Free

### Tanzânia
- Deutsch-Ostafrikanische Zeitung (1899-1916)

### Uganda
- Daily Monitor (2003-)
- The New Vision (2005-) (Registration required)

## América Central

### Caribe
- Caribbean Newspaper Digitization Project archive of historic and current newspapers from the Caribbean (various titles from various countries, 1900-present). Free

### Costa Rica
- La Nación (1946-1991, Google news archive, Free)
- Sistema Nacional de Bibliotecas [1]

### Cuba
- Biblioteca Digital Cubana Free
- Cuba Review (1906–1923) English-language journal with news items; volumes 5–21 (volume 11 is incomplete) Free
- Diario de la Marina (1844–1882, 1899–1909, 1930, 1947–1961) Free

### Nicarágua
- Digital preservation of newspapers of the first half of the twentieth century in Nicaragua Free images only
  - El Comércio 1903-1916 and 1918-1919
  - La Noticia 1916-1917 and 1937-1940
  - El Diário Nicaragüense 1910-1916
  - La Tribuna 1917-1925 and 1928
  - La Prensa 1936-1940
  - El Liberal 1935-1936
- El Nuevo Diario (September 1998 - ) Free

### Porto Rico
- Gazeta de Puerto-Rico (1837–1893; gaps in coverage) Free

## América do Norte

### Canadá
- Connecting Canadians multicultural immigrant newspapers in many languages Free
- Multicultural Canada contains more than just newspapers Free

#### Alberta
- Advertiser and Central Alberta News (1907-1909) Free
- The Alberta Non-Partisan (1917-1919) Free
- Alderson News (1915-1918) Free
- Bassano Herald (1955-1958) Free
- Bassano Mail (1913-1936) Free
- Bassano News (1910-1914) Free
- Bassano Recorder (1937-1945) Free
- Beiseker Times (1949-1953) Free
- Bellevue Times (1910-1918) Free
- Blairmore Enterprise (1909-1948) Free
- Bow Island Review (1910-1923) Free
- Bow Valley Resource (1931-1936) Free
- Bowden News (1911-1912) Free
- The Calgary Weekly Herald (1883-1901) Free
- Carbon Chronicle (1927-1960) Free
- Carbon News (1921-1922) Free
- Cardston News (1925-1958) Free
- Cardston Record (1898-1899) Free
- Carlstadt News (1913-1915) Free
- Carlstadt Progress (1911-1912) Free
- The Cayley Hustler (1909-1913) Free
- The Champion Chronicle (1920-1943) Free
- Chinook Advance (1915-1945) Free
- Claresholm Advertiser (1914-1916) Free
- Claresholm Review (1907-1916) Free
- Claresholm Review-Advertiser (1916-1928) Free
- Coleman Bulletin (1913-1918) Free
- Coleman Miner (1908-1911) Free
- Le Courrier de l'Ouest (1905-1915) Free
- Cowley Chronicle and Lundbreck Advertiser (1909-1910) Free
- Crossfield Chronicle (1908-1953) Free
- The Edmonton Capital (1910-1914) Free
- Empress Express (1913-1936) Free
- L'Etoile de St. Albert (1912-1914) Free
- Folio (1964-2007) Free
- The Farm and Ranch Review (1944-1959) Free
- Le Franco-Albertain (1967-2000) Free
- Frank Paper (1907-1909) Free
- Frank Vindicator (1910-1913) Free
- The Gateway (1910-2006) Free
- The Gleichen Call (1917-1919) Free
- The Grain Growers' Guide (1909-1919) Free
- The Illustrated War News (1885) Free
- Irma Times (1917-1959) Free
- Lacombe Guardian (1913-1916) Free
- Lethbridge Herald (1905-1955) Pay Wall
- Macleod Advertiser (1908-1913) Free
- Macleod Chronicle (1908-1909) Free
- Macleod Gazette (1897-1907) Free
- Macleod News (1916-1919) Free
- Macleod Spectator (1912-1916) Free
- MacLeod Weekly (1908-1909) Free
- Milk River Review (1948-1958 & 1961) Free
- The Mirror (Edmonton) (1912-1913) Free
- Mirror Mail (1926-1927) Free
- Monitor News (1916-1920) Free
- The Munson Mail (1916-1918) Free
- Northern Tribune (1932-1939) Free
- The People's Weekly (1950-1952) Free
- Ponoka Herald (1902-1923) Free
- Poundmaker (1972-1974) Free
- The Rebel (1937-1939) Free
- Red Deer News (1906-1926) Free
- Redcliff Review (1910-1940) Free
- Saturday News (1907-1912) Free
- Stony Plain Sun (1924-1938) Free
- Strathcona Chronicle (1907-1909) Free
- Strathcona Evening Chronicle (1907-1908) Free
- The Strathmore Standard (1909-1924) Free
- La Survivance (1928-1967) Free
- Taber Free Press (1907-1910) Free
- The U.F.A. (1922-1923, 1925-1930, 1932-1933) Free
- L'Union (1919, 1923) Free
- Vermilion Signal (1906-1908) Free
- Wainwright Record (1933-1934) Free
- Wainwright Star (1924-1948) Free
- The Western Farm Leader (1936-1947) Free
- Western Globe (1911-1933) Free
- The Wetaskiwin Times (1928-1931) Free

#### Manitoba
- The Brandon Mail (1882-1897) Free
- Le Métis (1871-1881) Free

#### Ontario
- Toronto Star (1985- ) in text Pay
- Paper Of Record   A free archive of historic newspapers from around the world with a focus on Canada. Acquired by Google News in Sept 2006. As of August 2009 some but not all of the files available from its database had been made available to users by Google News through its advanced archive search. (Google News forum discussion viewable here) Google's list of papers transferred

#### Saskatchewan
- Le Patriote de l'Ouest (1910-1932) Free

#### Terra Nova e Labrador
- The Twillingate Sun and Northern Weekly Advertiser (1884-1908). in image Free
- The Daily News St John's (January 3, 1955-December 31, 1963). in image Free

### Estados Unidos

#### Alabama
- Birmingham Iron Age, Birmingham Public Library Digital Collections, Birmingham, Jefferson County (1874-1887) Free
- assorted Birmingham newspaper clippings Free

#### Alaska
- Alaska Newspapers Index; index only (1901-1999) Free
  - Alaska Citizen (1912-1920)
  - Chena Herald (1904-1905)
  - Fairbanks Daily News (1904-1975)
  - Fairbanks Daily News Miner (3/23/1909)
  - Fairbanks Daily Times (1904-1916)
  - Fairbanks Weekly News (1903-1908)
  - Hot Springs Echo (1907-1912)
  - Juneau Empire (1992-1999)
  - Nenana News (1916-1972)
  - Northern Light (1906-1907)
  - Rampart Miner (1901-1902)
  - Tanana Daily Miner (1902-1906)
  - Tanana Daily Star (1910-1915)
  - Tanana Leader (1909-1910)
  - Tanana Tribune (1907-1909)
  - Yukon Press (1905-1906)
- Tundra Times (1962-1997) Free

#### Arizona
- Casa Grande Public Library Archives, Casa Grande, Pinal County (1912-2007) Free
- Little Cowpuncher (1934-1943) Free

#### Arkansas
- Arkansas Democrat Gazette; Little Rock, Arkansas; (1984-present) Pay
- Gentry Courier Journal/Journal-Advance (1869-1949) Gentry (Benton County) was formerly known as Orchard City. Free

#### California
- El Clamor Publico (1855-1859) Free
- Covina Public Library Archives, Covina, Los Angeles County (1895-1974) Free
- Los Angeles Times (1881-1984) in image and (1985- ) in text Pay
- Oviatt Libraray (CSU Northridge) Digital Newspaper Collection (20th century) Free
- San Francisco Chronicle (1995-) Free
- Whittier Historic Newspaper Collection (1883-1923) Includes Whittier Daily News, Whittier Register, and Whittier News. Free
- California Digital Newspaper Collection (1849-1911) Free
  - Alta California
  - San Francisco Daily Call
  - Amador Ledger
  - Imperial Valley Press
  - Los Angeles Herald

#### Colorado
- Colorado's Historic Newspaper Collection (1859-1923) Free
- Estes Park's Historic Newspaper Collection (1908-1924) Free

#### Connecticut
- Hartford Courant; Hartford, Connecticut; (1764-1949) in image and (1992- ) in text Pay

#### District of Columbia
- Washington Post; Washington, D.C.; (1877-1986) in image (1987- ) in text Pay Google News Archive

#### Florida
- Boca Raton newspaper archive Free Google News Archive
  - Boca Raton News (1955-1970)
  - The Pelican (1948-1953)
  - The Spanish River Papers (1973-1987)
  - The Weekly Tattler (June-September 1938)
- Central Florida Memory newspaper clippings (19th-20th century) Free
- The Evening Independent Google News Archive
- Florida Digital Newspaper Library; Florida, full text and images of over 380 current and historical newspapers from Florida Free
- The Miami News  (1897-1988) Google News Archive
- Northwest Florida Daily News; Fort Walton Beach, Florida; Feb. 7, 1946 - present in microfilm 2007 - present online Free
- The Palm Beach Post  (1916-1988) Google News Archive
- Palm Beach Daily News (1912-1988) Google News Archive
- Pensacola News Journal; Pensacola, Florida; 1930s - 1999 in microfilm 1999 - present electronic database Pay
- The St. Petersburg Times Google News Archive

#### Georgia
- Atlanta Constitution; Atlanta, Georgia; (1868-1945) in image and (1985- ) in text Pay
- Atlanta Historic Newspapers; Atlanta, Georgia; Text searchable images, (1847-1922) Free
- Augusta Chronicle; Augusta, Georgia; Text searchable images, (1792-2003) Pay
- Columbus Enquirer; Columbus, Georgia; Text searchable images, (1828-1890) Free
- Georgia Historic Newspapers: Cherokee Phoenix, Dublin Post, and Colored Tribune; Text searchable images, (1750-1925) Free
- Macon Telegraph; Macon, Georgia; Text searchable images, (1826-1908) Free
- Milledgeville Historic Newspapers; Milledgeville, Georgia; Text searchable images, (1810-1920) Free
- Red and Black; Athens, Georgia; Text searchable images, (1893-2006) Free
- Rome News-Tribune; Rome, Georgia ; Google News archives (1910-present) Free
- Southern Israelite; Atlanta, Georgia; Text searchable images, (1929-1986) Free

#### Hawaii
- Hawaiian Language Nupepa Collection (1834-1948) mostly images, some text Free
- Historical Hawaiian Language Newspapers; (19th-early 20th centuries) in images Free
- Honolulu Star-Bulletin; Honolulu, Hawaii; (1996- ) in text Free

#### Illinois
- Barrington Review (1914-1930) Free
- Chicago Defender; Chicago, Illinois; (1905-1975) Pay
- Chicago Sentinel (1911-1949) Free
- Chicago Sun-Times; Chicago, Illinois; (1986- ) in text Pay
- Chicago Tribune; Chicago, Illinois; (1852-1984) in images and (1985- ) in text Pay
- Dziennik Zwiazkowy, Chicago Polish-language newspaper (1908-1917) Free
- Farm, Field and Fireside Agricultural Newspaper Collection (University of Illinois at Urbana-Champaign) Free
  - Berkshire World and Cornbelt Stockman; Springfield, Illinois (1910-1926)
  - Better Farming; Chicago, Illinois (1913-1925)
  - Farmers' Review; Chicago, Illinois (1879-1918)
  - Farmers Voice; Bloomington, Illinois (1898-1913)
  - Farm, Field and Fireside; Chicago, Illinois (1884-1906)
  - Farm, Field and Stockman; Chicago, Illinois (1885-1887)
  - Farm Home; Springfield, Illinois (1899-1920)
  - Farm Press; Chicago, Illinois (1906-1913)
  - Illinois Farmer; Springfield, Illinois (1856-1864)
  - Prairie Farmer; Chicago, Illinois (1841-1923)
- Flora Public Library Digital Newspapers (1883-1926) Free
  - Southern Illinois Journal & Weekly Journal (1883-1917)
  - Southern Illinois Journal (1907-1908)
  - Southern Illinois Record, Flora Record, and Flora Journal Record (October 1912-December 1926)
- Illinois Digital Newspaper Collection (University of Illinois at Urbana-Champaign) (1903-1936) Free
  - Daily Illini; Urbana-Champaign, Illinois (1916-1945)
  - Urbana Courier; Urbana, Illinois (1903-1935)
  - Express; Tallula, Illinois (1895-1896; scattered issues)
- North Suburban Library (near Chicago) thousands of newspaper articles Free
- Quincy, Illinois; Quincy Historical Newspaper Archive (1835-1891) Free
  - Quincy Daily Herald,  1853-1890
  - Quincy Daily Whig, 1835-1891
  - Illinois Bounty Land Register, 1835-1836
- Sterling Newspaper Archives (1854-2007) Free

#### Indiana
- Evansville Press (?-1998) incomplete index Free
- Indianapolis Newspapers Database incomplete index Indiana State Library Free
  - Indianapolis Herald (1848-1888)
  - Indianapolis Journal (1848-1888)
  - Indianapolis News (1848-1888, 1979-1991)
  - Indianapolis Sentinel (1848-1888)
  - Indianapolis Star (1979-1991)
- Indianapolis Star (1903-1922) in image and (1991- ) in text Pay
- Muncie Post-Democrat (1921-1950) Free
- New Albany Newspaper Database (1848-1855) incomplete index Indiana State Library Free
- Tribune-Star; Terre Haute, Indiana; Terre Haute news and obituaries archives (1992-present) Free
- Vevay/Switzerland County newspapers (1840-1901) Free
  - Switzerland County Democrat
  - The Vevay Times
  - The Vevay Reveille

#### Iowa
- Adams County Newspaper Archives (1890-2000) Free
- Altoona Public Library Archives, Polk County (1876-2000) Free
- Buffalo Center Tribune Archives, Winnebago County (1894-2007) Free
- Carroll Public Library Archives, Carroll County (1884-1997) Free
- Cedar Rapids Library Archives, Linn County (1857-1998) Free
- Charles City (Floyd County) Press (1930-1931) Free
- Johnston Historical Society Archive, Polk County (1970-2007) Free
- Glenwood Public Library Archives, Mills County (1864-1987) Free
- Mills County Newspaper Archives (1864-2002) Free
- Sioux County Newspaper Archives (1872-2007) Free
- Sumner Public Library Archives, Bremer County (1881-2001) Free

#### Kentucky
- Kentuckiana Digital Library, all newspapers in image Adair County News (Columbia, Ky. 558 issues), Bluegrass Blade (Lexington, Ky. 424 issues), Bourbon News (Paris, Ky. 1,086 issues), Breathitt County News (Jackson, Ky. 212 issues), Central Record (Lancaster, Ky. 670 issues), Citizen (Berea, Ky. 573 issues), Clay City Times (Clay City, Ky. 463 issues), Earlington Bee (Earlington, Ky. 801 issues), Frankfort Roundabout (Frankfort, Ky. 270 issues), Frankfort Weekly News and Roundabout (Frankfort, Ky. 26 issues), Hartford Republican (Hartford, Ky. 566 issues), Interior Journal (Stanford, Ky. 585 issues), It (Lawrenceburg, Ky. 6 issues), Liberty (LaCenter, Ky. 1 issue), Mountain Advocate (Barbourville, Ky. 208 issues), Mount Vernon Signal (Mount Vernon, Ky. 522 issues), Ohio Valley Worker (Louisville, Ky. 1 issue), Owingsville Outlook (Owingsville, Ky. 196 issues), Record (Greenville, Ky. 99 issues), Reporter (Owensboro, Ky. 1 issue), Richmond Climax (Rickmond, Ky. 447 issues), Semi-weekly Interior Journal (Stanford, Ky. 545 issues), Springfield Sun (Springfield, Ky. 303 issues), Vindicator (Owensboro, Ky. 1 issue), Winchester News (Winchester, Ky. 220 issues). Free
- Lexington Public Library "Kentucky Room' Local History Index
- Northern Kentucky Newspaper Index, Kenton County Public Library, all newspapers in image Free
  - Covington Journal (1848-1862, 1868-1876)
  - Daily Commonwealth (1877, 1879-1884)
  - Freemans Journal (Feb, Mar 1848)
  - Kentucky Enquirer (1862-1869, 1899-current)
  - Kentucky Post (1892-current)
  - Kentucky Times Star (1902-1958)
  - Licking Valley Register (1841-1847)
  - Newport News (1978-1981?)
  - Sunday Challenger (2004-2006)
  - Ticket (1875-1878)

#### Louisiana
- Louisiana Newspaper Access Program early newspapers from 64 parishes in images Free

#### Maine
- Brunswick newspapers (1853-1960) index only Free

#### Maryland
- Baltimore Sun (1837-1985) in image and (1990- ) in text Pay
- Maryland Early State Records newspapers (1802-1965) images only; no index Free

#### Massachusetts
- Barnstable Patriot (1830-1930) Free
- Boston Globe (1872-1922) in image and (1980- ) in text Pay
- The Daily Source (2005-present) Free
- Diário de Notícias, New Bedford (1919-1973) in Portuguese Free
- The Harvard Crimson (1873 - Current) in image Free
- Provincetown Advocate (1918, 1931-1934 and 1936-1967) Free

#### Michigan
- Ann Arbor News (2003-2009) (infoweb)
- Cass City Chronicle (1881-2009) Free
- Commercial Record, Saugatuck-Douglas (1868-1959) Free
- Detroit Free Press (1975- ) in text Pay
- Detroit Free Press (1831-1922) Free at subscribing libraries and websites.  Pay at freep.com
- Grosse Pointe Public Library Local History Archives: Newspapers Free
  - Grosse Pointe Civic News (1920-1935)
  - Grosse Pointe News (1940- )
  - Grosse Pointe Review (1930-1952)
- Signal of Liberty, Ann Arbor (1841-1847), abolitionist paper

#### Minnesota
- Farm, Field and Fireside Agricultural Newspaper Collection (University of Illinois at Urbana-Champaign) Free
  - Farmer's Wife; St. Paul, Minnesota (1906-1939)
- Holt Weekly News (1911-1952) Free
- Winona Newspaper Project, (1855-1946) in image Free
  - Winona Argus
  - Winona Daily News
  - Winona Daily Republican
  - Winona Republican-Herald

#### Missouri
- Chillicothe Constitution-Tribune Archives, 	Livingston County (1889-2008) Free
- Historic Missouri Newspaper Project (various) Free
- Historic Missouri Newspaper Project in text Free
- Missouri Digital Heritage: Newspaper Collection Free
  - Border Star/Weekly Border Star (1858-1860)
  - Columbia Missourian (1929, 1969-1975)
  - Daily Evening Herald and Commercial Advertiser (Jun-Oct 1835)
  - Far West (Aug 11-Oct 6, 1836)
  - Hannibal Clipper (1874-1875, 1877)
  - Hannibal Courier-Post (Oct 1935)
  - Liberty Banner (Mar 3, 1844))
  - Liberty Tribune (1846-1848, 1852-1867, 1869-1878, 1880, 1882, 1883)
  - Phelps County New Era (1875-1878)
  - Rolla New Era (Apr 10, 1880-Mar 13, 1897, intermittent)
  - St. Louis Christian Advocate (Aug 22, 1857-Oct 22, 1879)
  - St. Louis Palladium (1904)

#### Nebraska
- Nebraska State Newspaper Extraction Project extracts only Free

#### Nevada
- Henderson Digital Public Library Free
  - The Big Job, and Basic Bombardier (1942-1944) newsletters published by Basic Magnesium, Inc.
  - Henderson Home News (1951-)
- Las Vegas Age (1905-1924; incomplete run) in image Free

#### New Jersey
- The Star-Ledger; Jersey Journal; The Times (Trenton); Gloucester County Times; The Express-Times; Bridgeton News; and Today's Sunbeam are archived jointly at NJ.com where it appears that there is only a two week archive, and older articles are purged from the website.
- Bordentown area newspapers (1845-2002) Free
- various Burlington County newspapers (1810-1980s) Free
- Cranbury Press; Cranbury, New Jersey; (1886-1926) in image Free
- New Jersey Mirror (Burlington, NJ) (October 14, 1818 (vol. 1, no. 5) to March 5, 1947) Free
- Red Bank Register (Red Bank, NJ) 1878-1964 Free
- Daily Register (Red Bank, NJ) 1964-1991 Free
- various historical New Jersey papers Free
  - Atlantic County Record, 1908-1917
  - Atlantic Democrat and Cape May County Register, 1864-1865
  - Atlantic Democrat and Cumberland County Patriot, 1866
  - Atlantic Democrat, 1866-1868
  - Atlantic Journal, 1860
  - Hammonton Farmer, 1863 and 1866
  - Hammonton Item, 1872-1877
  - Mays Landing Record, 1877-1906
  - South Jersey Republican, 1863-1923
  - South Jersey Star, 1917-1923

#### New York
- Brooklyn Daily Eagle (1841-1902), Brooklyn, NY; Brooklyn Public Library; Free
- Freedom's Journal (1827-1829), New York City, NY; Free
- Friend of Man (1836-1842), Utica, NY; Free
- The Griffin (1933-1948), Canisius College; Buffalo, NY;  Free
- New York Times, New York City, New York; (1851-1980) in image and (1980- ) in text Free for 1851-1920 and 1980-present
- New York Tribune, New York City; index only (1875-1884, 1895) Free
- Historic Rochester Newspapers (19th to early 20th century) Free
- The Spectrum, University at Buffalo (1950-1957), Free
- Suffolk County Historic Newspapers Free
  - The Corrector (Sag Harbor), 1822-1911
  - The Long Island Traveler, 1872-1898
  - The Long Islander, 1839-1974
  - The Mid-Island Mail, 1935-1941
  - The Patchogue Advance, 1926-1948
  - The Port Jefferson Echo, 1892-1931
  - Sag Harbor Express, 1885-1898
  - South Side Signal (Babylon), 1869-1879
  - Suffolk County News (Sayville), 1888-1942 and 1996-2007
- Historical Newspapers of the Rochester, New York Region Free
  - Fairport Herald February 1873-March-1889, April 1890-April 1925
  - Fairport Herald-Mail May-December 1925
  - Fairport-Perinton Herald-Mail 1980-1992
  - Monroe County Mail 1885-1893, 1896-1979
- Northern New York Historical Newspapers Free
  - Adirondack Record-Elizabethtown Post, 1917-1971
  - Akwesasne Indian Time, 1982-2002
  - Canton Commercial Advertiser, 1900-1952
  - Cardinal Points of SUNY Plattsburgh, 1940-2006
  - Chateaugay Journal & Chateaugay Record, 1881-1995
  - Clarkson Integrator, 1920-2007
  - Elizabethtown Post, 1882-1920
  - Essex County Republican, 1844-1973
  - Fort Covington Sun, 1887-1987
  - Fulton Patriot, 1916-1954
  - Gouverneur Tribune-Press & others, 1864-2004
  - Heuvelton Bee, 1912-1923
  - Lake Placid News, 1914-1951
  - Lewis County Democrat, 1867-1906
  - Lowville Journal & Republican, 1860-1940 Expanded coverage
  - Malone Farmer, 1900-1936
  - Malone Franklin Gazette, 1876-1899
  - Massena Observer 1891-1989
  - North Country Catholic, 1946-2006
  - Ogdensburg Advance & Ogdensburg Advance-News, 1861-1962
  - Oswegonian of SUNY Oswego, 1935-2002
  - Plattsburgh Daily Press, 1931-1942
  - (Plattsburgh) Press-Republican, 1942-1992
  - Plattsburgh Republican, 1811-1820
  - Plattsburgh Sentinel, 1866-1931
  - Potsdam Courier-Freeman, 1861-1989
  - Potsdam Herald-Recorder, 1906-1951
  - Potsdam St. Lawrence Herald, 1897-1904
  - St. Regis Falls Adirondack News, 1887-1933
  - Saranac Lake Adirondack Daily Enterprise, 1948-1976
  - Ticonderoga Sentinel, 1874-1950
  - Tupper Lake Free Press and Herald, 1911-2005
  - Watertown Herald, 1886-1918
- Old Fulton NY Post Cards Old New York State Newspapers, 18th-20th Century Free
  - Adams New York Herald - 1876-1877
  - Albany NY Evening Journal 1830-1936
  - Alplaus NY Home Town News 1942-1945
  - Amenia NY Harlem Valley Times 1913-2007
  - Amenia NY Times 1852-1914
  - Amsterdam NY Evening Recorder 1884-1974
  - Ardirondack News ST. Regis Falls NY 1887-1930
  - Auburn NY Argus 1891-1903
  - Auburn NY Cayuga Chief 1849- 1854
  - Auburn NY Cayuga County Independant 1886-1897
  - Auburn NY Cayuga County News 1914-1920
  - Auburn NY Christian Advocate 1845-1878
  - Auburn NY Citizen 1905-1931
  - Auburn NY Citizen Advertiser 1931- 1989
  - Auburn NY Daily Advertiser 1846-1847
  - Auburn NY Daily American 1855-1859
  - Auburn NY Daily Bulletin 1870-1905
  - Auburn NY Daily Union 1860-1861
  - Auburn NY Democrat Argus 1894-1913
  - Auburn NY Evening Auburnian 1878-1885
  - Auburn NY Free Press 1824-1941
  - Auburn NY Journal 1833-1877
  - Auburn NY Journal and Advertiser 1837-1847
  - Auburn NY Morning Dispatch 1886
  - Auburn NY Morning News 1872-1879
  - Auburn NY News And Bulletin 1880-1885
  - Auburn NY Semi Weekly Journal 1906-1913
  - Auburn NY Weekley Auburnian 1885-1888
  - Auburn NY Weekly Bulletin 1895-1913
  - Auburn NY Weekly Journal 1850-1861
  - Auburn NY Weekly News and Democrat 1872-1897
  - Auburn NY Western Federarlist 1811-1813
  - Auburn NY Cayuga Patriot 1826-1828
  - Auburn NY Cayuga Republican 1819-1833
  - Auburn NY Democrat 1868-1869
  - Avon NY Herald News 1939-1987
  - Avon NY News 1907-1921
  - Baldwindsville NY Onondaga Gazette 1846-1857
  - Baldwinsville NY Gazette Farmers Journal 1879-1965
  - Baldwinsville NY Gazzette Anniversary 1846-1896
  - Baldwinsville NY Messenger 1941-1988
  - Baldwinsville NY Republican 1843-1846
  - Batavia NY Spirit Of The Times 1833-1865
  - Batavia NY Times 1902-1945
  - Binghamton NY Broome Republican 1828-1909
  - Binghamton NY Phoenix 1815-1816
  - Binghamton NY Press 1904-1969
  - Bloomville NY Mirror 1851-1871
  - Boonville NY Black River Herald 1860-1866
  - Boonville NY Herald & Tourest 1872-2004
  - Boonville NY Ledger 1853-1855
  - Brookfield NY Courier 1876-1977
  - Brookfield NY Forest Stream and Farm 1890
  - Brookfield NY Young America 1875-1876
  - Brooklyn NY Daily Eagle / Brooklyn NY Eagle 1841-1955
  - Buffalo NY Daily Courier 1847-1888
  - Buffalo NY Evening Courier And Republic 1862-1884
  - Buffalo NY Polish Weekly Review 1929-1930
  - Buffalo NY Morning Express 1880-1924
  - Canandaigua NY Ontario Repository 1817-1826
  - Canton NY St. Lawrence Plane Dealer 1864 - 1958
  - Carmel NY Putnam Country Courier 1849-1988
  - Carmel NY Putnam Country Republican 1882-1946
  - Carthage NY Republican 1885-1906
  - Castile NY Castilian 1878-1960
  - Cato NY Citizen 1893 1966
  - Catskill NY Recorder 1805-1951
  - Catskill NY Western Constellation 1800-1805
  - Chatham NY Courier 1867-1967
  - Chatham NY Republican 1886-1898
  - Chittenangeo NY Phenix 1848-1854
  - Chittenango NY Bridgeport Times 1976-1988
  - Chittenango NY Herald 1831-1836
  - Chittenango NY Madison County Times 1870-1975
  - Clayton NY Independent 1872 1882
  - Clayton NY On The St. Lawrence 1880-1881
  - Cleveland NY Lakeside Press 1877-1930
  - Clinton NY Advertiser 1906-1913
  - Clinton NY Signal 1846-1847
  - Clyde NY Democratic Herald 1888-1911
  - Clyde NY Eagle 1844-1847
  - Clyde NY Herald 1912-1950
  - Clyde NY Times 1858-1903
  - Clymer NY Independent 1960-1969
  - Cold Springs NY Recorder 1866-1934
  - Cooperstown NY Otsego Farmer 1885-1962
  - Cooperstown NY The Glimmerglass 1909-1937
  - Deruyter NY Gleaner 1876-1963
  - Elmira NY Morning Telegram 1888-1921
  - Elmira NY Star Gazette 1891-1907
  - Essex County Republican 1852-1854
  - Fair Haven NY Register 1890-1969
  - Fairport NY Herald 1873-1925
  - Fairport NY Monroe County Herald Mail 1885 - 1992
  - Fayetteville NY Bulletin 1901-1989
  - Fayetteville NY Luminary 1840-1842
  - Fayetteville NY National Citizen & Ballot Box 1878-1881
  - Fayetteville NY Onondaga Independent 1899
  - Fayetteville NY Thrift News 1935-1941
  - Fayetteville NY Weekly Recorder 1866-1897
  - Flushing NY Comet 1887-1889
  - Fredonia NY Censor 1843-1963
  - Fulton NY Chroncle 1837-1840
  - Fulton NY Newspaper Index 1820-1880
  - Fulton Times 1881-1917
  - Fulton patriot 1900 1993
  - Genesco NY Democrat 1835-1857
  - Genesco NY Union Citisen 1879-1882
  - Genesco NY livingston Journal 1823-1833
  - Genesco NY livingston Register 1824-1840
  - Geneseo NY Livingston Progress 1888
  - Geneseo NY Livingston Republican 1837-1979
  - Geneva NY Expoiter 1806-1809
  - Geneva NY Gazette 1809-1823
  - Genoa NY Tribuine 1891-1931
  - Glens Falls NY Morning Star 1893-1908
  - Glens Falls NY Post Star 1913-1946
  - Greece NY Press 1934-1958
  - Hilton NY Record 1906-1968
  - Hudson NY Evening Register 1867-1944
  - Huntington NY Long Lslander 1839-1936
  - Ithaca NY Daily Chronicle 1846-1850
  - Ithaca NY Daily Journal 1870
  - Ithaca NY Independent 1907-1908
  - Ithaca NY Ithacan 1868-1870
  - Ithaca NY Morning Herald 1894-1895
  - Ithaca NY Tompkins County Democrat 1857-1861
  - Ithaca NY Daily Democrat 1884
  - Jefferson County Journal 1872-1922
  - Johnson City NY Endicott Record 1915-1921
  - Johnstown Broadalbin Herald 1908
  - Kingston NY Daily Chronicle 1859
  - Kingston NY Daily Freeman 1872-1969
  - Kingston NY Plebian 1803-1805
  - Lima NY Recorder 1855-1989
  - Little Falls NY Evening Times 1886-1900
  - Little Falls NY Herkimer Country Journal 1853-1858
  - Little Falls NY Mohawk Courier 1836-1859
  - Little Falls NY Peoples Friend 1828-1832
  - Livonia NY Gazzete 1916-1987
  - Locke NY The Locke Courier 1907-1910
  - Long Island NY Daily Star 1881-1889
  - Lowville NY Lewis County Republican 1850 - 1857
  - Lowville NY Northern Journal 1838-1858
  - Lowville NY Journal Republican 1900 1940
  - Lyons NY Advertiser 1822-1828
  - Lyons NY Countryman 1830-1831
  - Lyons NY Gazette 1853-1856
  - Lyons NY Republican 1821-1961
  - Lyons NY Wayne County Patriot 1828-1830
  - Lyons NY Wayne County Review 1902-1906
  - Lyons NY Wayne County Wig 1841-1843
  - Lyons NY Wayne Democratic Press 1856-1873
  - Lyons NY Western Argus 1831-1844
  - Marcellus NY Observer 1879-2007
  - México NY Independant 1861-1972
  - Milford NY Otsego Tidings 1914-1916
  - Millbrook NY Roundtable 1897-2000
  - Misc Very Old Newspaper Transcripts Upstate NY
  - Monticello NY Republican Watchman 1829-1965
  - Moors Rural New Yorker 1872
  - Moriavia NY Republican Register 1900-1981
  - Moriavia NY Valley Register 1871-1945
  - Morrisville NY Madison Observer 1847-1877
  - Mount Kisco NY Recorder 1877-1891
  - Mount Vernon NY Chronicle 1875-1898
  - Mount Vernon NY News 1896-1900
  - Mt. Morris Spectator 1834-1837
  - Mt. Morris NY Picket Line Post 1903-1959
  - New Rochelle NY Pioneer 1882-1919
  - New York NY Christian Intelligencer 1833-1838
  - New York NY Clipper 1853-1924
  - New York NY Evening Post 1810-1920
  - New York NY Evening Telegram 1868-1924
  - New York NY Harpers Weekly 1857-1865
  - New York NY Harpers Weekly 1857-1865
  - New York NY Hours at Home 1901-1902
  - New York NY Modern Stories 1901
  - New York NY National Police Gazette 1844-1906
  - New York NY Spectator 1797-1845
  - New York NY Spirit of the Times 1838-1890
  - New York NY Sun 1843-1945
  - New York NY The Catholic News 1919
  - New York NY The Illustrated Companion 1901-1926
  - New York NY The Illustrated Home Guest 1894-1895
  - New York NY Times 1852-1921
  - New York NY Tribune 1841-1922
  - Newark NY Arcadian Weekly Gazette 1888-1907
  - Newark NY Union Gazette 1916-1961.pdf
  - Newark NY Weekly Courier 1866-1868
  - Newtown NY Register 1873-1932
  - Niagara Fall NY Gazette 1854-1969
  - Nunda NY News 1859-1982
  - Ogdensburg Daily Journal 1857-1869
  - Ogdensburg NY News 1899-1922
  - Old Newspapers Out of State
  - Oneida NY Chief Courier 1856-1863
  - Oswego Commerical Advertiser 1864-1871
  - Oswego Commerical Herald 1837-1838
  - Oswego Commerical Times & Journal 1854
  - Oswego Commerical Times 1849-1865
  - Oswego County Times 1973
  - Oswego County Whig 1838-1844
  - Oswego Daily Journal 1852-1855
  - Oswego Daily Press 1870-1871
  - Oswego Free Press 1830-1834
  - Oswego Morning Express 1882
  - Oswego Morning Herald 1878-1879
  - Oswego Morning Post 1882-1883
  - Oswego Palladium 1832-1989
  - Oswego Shopper 1975-1989
  - Oswego Times & Journal 1854-1857
  - Oswego Times 1874-1925
  - Oswego county Messenger 1975-1989
  - Oswego NY Tioga County Record 1881-1907
  - Palmayera NY Reflector 1829-1830
  - Palmyra NY Democrat 1890-1894
  - Palmyra NY Register 1817-1821
  - Palmyra NY Wayne County Journal 1896-1929
  - Palmyra NY Western Farmer 1821-1822
  - Penn Yan NY Democrat 1838-1948
  - Phelps NY Citizen 1877-1955
  - Phelps NY Country Editor 1963-1966
  - Phonenix NY Register 1958
  - Pine Planes NY Register 1859-2005
  - Poughkeepsie Evening Star and Enterprise 1936-1941
  - Poughkeepsie NY Daily Eagle 1861-1937
  - Poughkeepsie NY New Yorker 1941
  - Red Creek NY Herald 1938-1969
  - Richfield NY Daily 1888-1917
  - Richfield NY Mercury 1867-1972
  - Rochester NY Album 1825-1828
  - Rochester NY Daily Advertiser & Telegraph 1828-1829
  - Rochester NY Democrat Cronicle 1884-1948
  - Rochester NY Republican 1829-1849
  - Rochester NY Telegraph 1818-1820
  - Rochester NY Union & Advertiser 1862 1885
  - Rome NY Citizen 1840-1903
  - Rome NY Telegraph 1834-1837
  - Roundout NY Ulster County Whig 1834-1836
  - Sag Harbor NY Corrector 1827-1911
  - Sag Harbor NY Express 1862-1975
  - Salem NY Northern Post 1804-1817
  - Savannah NY Times 1906-1922
  - Sayville NY Suffolk County News 1900-1986
  - Schenectady NY Cabinet 1820-1858
  - Schenectady NY Evening Star And Times 1861-1869
  - Schenectady NY Gazette 1911-1970
  - Schenectady NY Quarker Street Review1891-1913
  - Schenectady NY Reflector and Democrat 1841-1843
  - Skaneatles NY Columbian 1835-1853
  - Skaneatles NY Democrat 1843-1921
  - Skaneatles NY Free Press 1892-1989
  - Sodus NY Record 1897-1913
  - Sodus NY Wayne County Alliance 1875-1899
  - Southold NY Long Island Traveler 1872-1895
  - Spencerport NY Suburban News 1961-1994
  - Springwater NY Enterprise 1879-1922
  - Springwater NY Valley News 1951-1971
  - Stamford NY Stamford Mirror 1874-1931
  - Syracuse NY Daily Courier 1856-1898
  - Syracuse NY Daily Journal 1847-1921
  - Syracuse NY Daily Star 1847-1852
  - Syracuse NY Empire State Democrat 1843-1844
  - Syracuse NY Evening Chronicle 1853-1855
  - Syracuse NY Evening Herald 1877-1897
  - Syracuse NY Evening Telegram 1898-1922
  - Syracuse NY Gazette & General Advertiser 1828-1829
  - Syracuse NY L'UNIONE (Italian Newspaper) 1908-1909
  - Syracuse NY Onondaga Standard 1841-1849
  - Syracuse NY Post Standard 1900-1921
  - Syracuse NY Religious Recorder 1851-1853
  - Syracuse NY Republican 1853-1854
  - Syracuse NY Standard 1851-1899
  - Syracuse NY Sunday Times 1876-1880
  - Syracuse NY The Carson League 1851-1854
  - Syracuse NY The State league 1851-1869
  - Syracuse NY Weekly Express 1887- 1892
  - Syracuse NY Wesleyan 1853-1856
  - Tully NY Independent 1967-1978
  - Tully NY Times 1855-1945
  - Union NY Union News 1857-1923
  - Union Springs NY Advertiser 1883-1942
  - Union Springs NY News 1943-1959
  - Utica NY Daily Gazette 1846-1847
  - Utica NY Daily Observer 1848 1989
  - Utica NY Daily Union 1895-1896
  - Utica NY Herald Dispatch 1899-1927
  - Utica NY Mechanics Press 1829-1830
  - Utica NY Morning Herald 1859-1900
  - Utica NY Observer 1916
  - Utica NY Oneida Morning Herald 1848-1851
  - Utica NY Oneida Weekly Herald 1851-1855
  - Utica NY Oneida Whig 1834-1841
  - Utica NY Saturday Globe 1899-1927
  - Utica NY Sentinel Gazette 1825-1830
  - Utica NY Sunday Journal 1894-1906
  - Utica NY Sunday Trubine 1877-1921
  - Utica NY Telegram 1919-1922
  - Utica NY Weekly Herald 1860-1897
  - Utica NY liberty Press 1848
  - Utica NY Daily Press 1882-1987
  - Valley News 1947-1999
  - Warsaw NY Wyoming County Times 1927-1973
  - Warwick NY Dispatch 1885-1907
  - Watertown NY Reformer 1850-1862
  - Watertown NY Times 1870-1922
  - Waterville NY Times 1855-2007
  - Waverly NY Free Press Tioga County Record 1907-1914
  - Webster NY Herald 1938-1981
  - Weedsport NY Cayuga Chief 1954-1962
  - Weedsport NY Cayuga Chief ChronicaL 1968-1975
  - Whitestone NY Harald 1878-1932
  - Wolcott NY Lake Shore News 1904-1961
  - Wyoming NY Wyoming Reporter 1891-1912
  - Yonkers NY Herald Statesman 1922-1985

#### North Carolina
- North Carolina Newspaper Digitization Project; North Carolina State Archives (1751-1898) Free

#### Ohio
- Ohio Jewish Chronicle; Columbus, Ohio (1922-1994) Free
- Toledo Blade; Google News archives

#### Oklahoma
- The Daily Oklahoman in images and in text Pay
- The Tulsa World (1989-) Free

#### Oregon
- Oregon Newspapers Index; index only Free
  - Oregon Daily Emerald (Eugene; 1900-1979)
  - Portland Oregonian (1852-1987)
  - Register Guard (Eugene; 1963-2004)

#### Pennsylvania
- Ambler Gazette, Wissahickon Valley Public Library, Montgomery County (1894-1931) Free
- Delaware County Library Archives (1876-2007) Free
  - Chester Daily Times (1876-1881)
  - Chester Evening Times (1886)
  - Chester Reporter (1941)
  - Chester Times (1882-1959)
  - Daily Times (1977-2007)
  - Delaware County Daily Times (1959-1976)
- Green Free Library Archives, Wellsboro, Tioga County (1838-2007) Free
- Greenville Public Library Archives, Greenville, Mercer County (1869-2007) Free
- Hamlin Memorial Library Archives, Smethport, McKean County (1833-1977) Free
- Pennsylvania Civil War Newspapers Free
  - Americian Presbyterian 1857-1864
  - Bellefonte Democratic Watchman, 1855-1871
  - Chambersburg Franklin Repository, 1863-1865
  - Columbia Spy, 1847-1870
  - Erie Weekly Observer, 1853-1859
  - Erie Observer, 1859-1869
  - Gettysburg Republican Compiler, 1854-1857
  - Gettysburg Compiler, 1857-1868
  - Huntingdon Globe, 1855-1870
  - Lebanon Advertiser
  - Philadelphia Daily Evening Bulletin 1857-1864
  - Philadelphia Press, 1857-1864
  - Reading Eagle, 1868-1869
  - Waynesboro Village Record, 1862-1874
  - Wellsboro Agitator, 1854-1865
  - Tioga County Agitator, 1865-1871
  - Wellsboro Agitator, 1872-1873
- Pennsylvania Digital Repository use Advanced Search, choose Description as field, and enter "newspaper" as search term Free
  - Nazareth Item (1891-1975)
  - New Holland Clarion (1873-1950)
- Philadelphia Daily News (1978- ) Pay
- Philadelphia Inquirer (1981- ) Pay
- Philadelphia Inquirer (1834-1922) Pay
- Pittsburgh Courier (1911-2002) in image Pay
- Pittsburgh Jewish Newspaper Project Free
  - The Jewish Criterion 1895-1962
  - The American Jewish Outlook 1934-1962
  - The Jewish Chronicle 1962-Present
- Pittsburgh Post Gazette (1990- ) Pay
- Pittsburgh Tribune-Review (1990- ) Free

#### South Carolina
- The New South Newspaper, Port Royal, S.C., (1862 - 1865); Beaufort, S.C., (1865-1867) in image Free

#### South Dakota
- Deadwood Historical Newspapers Index (1876-1894); index only Free
  - Black Hills Champion
  - Black Hills Pioneer
  - Black Hills Times

#### Texas
- Dallas Morning News (1885-1977) in image Pay and (1985- ) in text Pay
- Houston Chronicle (1985-) Free
- La Marque Times (1921-1998) La Marque Public Library, Galveston County Free
- Nesbitt Memorial Library, Colorado County Free
  - Colorado Citizen (1857-1980)
  - Daily Tribune (1898)
  - Mercury (1902-1915)
  - Weimar Daily Gimlet (1887-1888)
  - Weimar Daily Informer (1887)
  - Weimar Gimlet (1885-1888)
  - Weimar Mercury (1889-1980)
- San Antonio Daily Light (1886-1907) Free
- Wellington Leader (1909-2008) Collingsworth Public Library, Collingsworth County Free

#### Utah
- Harold B. Lee Library, Brigham Young University (various) Click on Newspapers in the Collections by Format navbar. Free
- Daily Herald (Utah Valley)
- Utah Digital Newspapers (various) Free

#### Virginia
- Fairfax County Historical Newspaper Index (1785-2000 nonconsecutive) index only Free
  - Alexandria Gazette (1785-1788; July 25, 1854-December 31, 1855; and May 3, 1860-January 20, 1865)
  - Arlington County Record (1932-1933)
  - Fairfax City Times (1961-1968)
  - Fairfax County Independent (1929-1932)
  - Fairfax Herald (1886-1973)
  - Fairfax News (1872-1875)
  - Fairfax News - Herndon Observer (1925-1943)
  - The Local News (1861-1862)
  - The Rambler, Washington Star (1912-1928)
  - Reston Times (1965-1973; 1975-January 6, 1977; 1978; 1980-1983; 1985; and 2000)
- Fredericksburg Newspapers Index (1736-1928 nonconsecutive) index only scroll down to Newspapers Free
  - Christian Banner (1850 and 1862)
  - Democratic Recorder (1842-1861)
  - Fredericksburg Ledger (1865-1874)
  - Fredericksburg New Era (1865-1866)
  - Fredericksburg News (1847-1884)
  - The Free Lance (1885-1900)
  - The Free Lance Star (1926-1928)
  - Impartial Observer and the Rights of Man (1811)
  - Political Arena (1827-1841)
  - Virginia Gazette (1736-1780)
  - Virginia Herald (1787-1876)
  - Virginia Star, Fredericksburg Star, and Daily Star (1877-1926)
  - Weekly Advertiser (1853-1860)
  - Weekly Recorder (1844-1847)
- Petersburg Newspaper Index (1797-1877) index only Free
- Richmond Daily Dispatch (1860-1865) Free
- Richmond Then and Now (1860-1989) text-only collection of articles Free
- Virginia Gazette (Williamsburg) (1736-1780) Free

#### Washington
- Port Townsend Leader (1901-1910) Select Port Towsend Leader from Collections list to search just the newspaper. Free
- Seattle Post-Intelligencer (1986-1999) Free
- Seattle Times (1990-) Free
- Walla Wallop, Walla Walla Army Air Base (1944-1946) Free
- Washington Historic Newspapers (1852-1892) Free

#### Wisconsin
- Milwaukee Sentinel (Google News Archive) Free
- Wisconsin Local History & Biography Articles (c. 1860-c. 1940) thousands of newspaper articles on Wisconsin people and communities Free

#### Wyoming
- Wyoming Newspaper Project (1849-1922) all newspapers printed in Wyoming between 1849-1922 Free

#### Multiestadual
- Centennial Newspaper Exhibition, 1876 PDF of scanned book that gives details on every paper published in the U.S. in 1876 Free
- Chronicling America multiple USA papers courtesy of Library of Congress and National Endowment for the Humanities Free
- Early America (1750-1790) three early newspapers Free
- Genealogy Images of History well indexed collection of old newspapers for sale Pay
- GenealogyBank (1690-present) part of NewsBank Pay
- Google News Archive
- HistoryBuff.com (1700-2004) archived pages with articles about major events Free
- Labor Press Project (1892-1998) Pacific Northwest labor and radical newspapers Free
- NewsLibrary.com Pay
- Newspaper Archives/Indexes/Morgues Library of Congress portal
- NewspaperArchive.com (1690-current) Over 1 billion articles and 100 million pages.  Mostly U.S. "Try/Buy"
- Northwest History Database (early 20th century) collection of Northwest newspaper clippings Free
- SmallTownPapers (1800's-current) current and past editions of 250+ small community papers Pay and some free Note: The search window takes you to the SmallTownPapers Collection on Footnote.com.
- USS Houston Blue Bonnet Newsletter (1 July 1933-24 May 1941 incomplete run) images Free

#### Nacionais
- The Christian Science Monitor (1908-1980) Pay and (1980- ) Pay
- The Epoch Times Online Print Archive (2000- ) Free
- Stars and Stripes (1918-1919) Free
- USAToday (4/1987-)
- Variety Pay
- Wall Street Journal (1884-1989) in image and (1984- ) in text Pay

### México
- The VIVIRAQUI local newspaper archive project (Since 2004)
- El Informador (1917-) Free

## América do Sul

### Argentina
- Ambito.com (2001-) Free
- Clarín.com (1997-) Free
- Clarín front pages (1945-) Free
- Página/12 (1998-) Free
- Hemeroteca Digital "Fray Francisco de Paula Castañeda" (1911–1979) Free. Includes:
  - Diário Santa Fe (1911-1933)
  - Diário El Orden (1927-1955)
  - El Litoral (1930-1979)
- La Nación (1995-) Free
- National Library Collection Free

### Brasil
- Diarios Oficiais Gratuito
- Hemeroteca Digital Brasileira (1741–2013) Gratuito

#### Distrito Federal
- Jornal do Guará (1983– ) Gratuito

#### Maranhão
- Centro de Documentação do Jornalismo de Imperatriz Gratuito

#### Mato Grosso
- Diário de Cuiabá (1998– ) Gratuito

#### Paraíba
- Jornal A União Gratuito

#### Pernambuco
- Diario de Pernambuco (1825–1924) Gratuito
- Diario de Pernambuco (1980–1995) Gratuito

#### Rio Grande do Sul
- Jornais de Caxias do Sul (1897–2013) Gratuito

#### Rio de Janeiro
- Jornal do Brasil (1891–1999) via Google News Archive Gratuito
- O Globo (1925– ) Pago
- Última Hora (1955–1969) Gratuito

#### Santa Catarina
- Hemeroteca Digital Catarinense Gratuito

#### São Paulo
- Acervo Folha (1921– ) Pago
- Arquivo Municipal de São José do Rio Preto Gratuito
- O Estado de Sao Paulo (1875–2010) Pago
- Jornal Cruzeiro do Sul (1903– ) Pago

### Chile
- El Mercurio de Valparaíso (2012-) Free

### Colômbia
- Biblioteca Virtual del Banco de la República (1700-1999)
- El Tiempo (1911-2007, Google news archive, Free)

### Equador
- El Mercurio (2011-) Free

### Suriname
- Suriname Nieuws (2014–) Free searchable text archive of major Surinamese newspapers

### Uruguai
- Publicaciones Periódicas del Uruguay (1800's to 1999) 242 periodical publications of Uruguay in .pdf and .jpg. In Spanish. Free

## Ásia

### Afeganistão
- DSpace - Afghanistan Digital Repository & Afghanistan Digital Collections (1873- ) Free in Pasto, Dari and English

### Bangladesh
- - Amrita Bazar Patrika and Jugantar Patrika (1870-1980) Free in Bengali (images only)

### Camboja
- The Phnom Penh Post (1992-)

### China
- Acht Uhr Abendblatt, periodical for Jewish refugees (1939–1941) Free
- North China Daily News (1850–1951) Pay
- S. Z. am Mittag der Shanghai Post, periodical for Jewish refugees (1939–1940) Free
- Shanghai Echo, periodical for Jewish refugees (1946–1948) Free
- Shanghai Jewish Chronicle, periodical for Jewish refugees (1939–1945) Free
- Shanghaier Morgenpost, periodical for Jewish refugees (1941– ) Free

### Cingapura
- Various newspapers digitized by the National Library of Singapore

The Straits Times (1845-2006)

### Coreia do Sul
- Korea Newspaper Archive (?–1950) Free
- Chosun Ilbo (1921-present)
- Naver NewsLibrary Maeil Business, Donga, KyungHyang, Hankyoreh (1920-1999)

### Filipinas
- Manila Bulletin Free
- Philippine Daily Inquirer Free
- Philippine Star Free
- Manila Standard

### Hong Kong
- Apple Daily
- Cyber
- Hong Kong Commercial Daily
- Ming Pao Daily News
- Oriental Daily News
- Sing Pao Daily News
- Sing Tao
- South China Morning Post (1993-) Pay
- The Standard (1995-)
- The Sun
- Ta Kung Pao
- Wen Wei Po [2]
- Hongkong Public Library Multimedia Information System.This site provides free images of Hongkong historical newspapers,including The Chinese Mail,Wah kiu yat po,The China Mail,The Hong Kong Daily Press,Ta kung pao,etc.

### Índia
- Taqaza.com (2008- )
- The Times of India (2001- )
- The Hindu (2000- )
- Hindustan Times (2004- )
- The Indian Express (1997- )
- The Telegraph (1999- )
- The New Indian Express (2000 -)
- DNA (2005 -)
- Economic Times (1996 -)
- PunjabNewsline (2001 -)
- North East India Newsline (2010 -)
- Agra News-Latest News India(2000-)
- Online Indian News(2001-)
- Indian News(1996-)

### Irã
- Nashriyah: Digital Iranian History (1950–1953, 1979, late 1990's–early 2000's) Free
- Magiran: Bank-i Ittila'at-i Nashriyyat-i Keshvar (mostly covers 2005-present) "Free access for some collections"

### Israel
- Jewish National and University Library Archive of Hebrew newspapers from the 19th - 20th centuries Free
- National Library of Israel Archive of Jewish (Hebrew, French and English) newspapers from the 19th - 20th centuries Free

### Japão
- Japan Times Digital Archive (1897–2014) Pay

### Líbano
- Almustaqbal Lebanese newspaper archive html articles and pdf are available on the website.

### Mongólia
- - Digital Archive of Mongolian Newspapers 1990-1995 Free images only

### Myanmar
- Online Burma Library Myanmar newspapers since June 2003 (.pdf files; Burmese & English) Free

### Paquistão
- Rediff Pakistan | True Omen of Pakistan (2005-)
- Number One Newspaper of Pakistan
- Online Edition of Dawn Pakistan

### Sri Lanka
- Journal of the Dutch Burgher Union 1908–2005 Free PDF files; no search

### Tailândia
- Bangkok Post (1989-present)[3]
- Bangkok Recorder (1865–1867)

## Europa

### Alemanha
- Bavarian Newspapers (1848-1850)
- Berliner Kurier (1995-)
- Coburger Zeitung (1854-1932) (Editions published after 1932 are not accessible online)
- Darmstädter Zeitung (1872-1918)
- Exilpresse digital. Deutsche Exilzeitschriften 1933-1945
- Frankfurter Allgemeine Zeitung (1993-) Pay
- Frankfurter Rundschau (1999-)
- Freiburger Zeitung (1784-1943)
- Fürstenfeldbrucker Zeitung (1928-1932) (Editions published after 1932 are not accessible online)
- Grafinger Zeitung (1923-1932) (Editions published after 1932 are not accessible online)
- Hamburger Abendblatt (1948-) Pay
- Henneberger Zeitung (1872-1899)
- Hochheimer Stadtanzeiger (1911-1932)
- Ingolstädter Anzeiger (1922-1933)
- Internetarchiv jüdischer Periodika (1806-1938) Free
- Jenaer Volksblatt (1900-1925)
- Nürnberger Nachrichten (1990-) Pay
- Pressemappe 20. Jahrhundert
- Staufener Wochenblatt (1875-1968)
- Süddeutsche Zeitung (1992-) Pay
- Sudetendeutsche Zeitung (1951-1955)
- Die Welt (1995-)
- Die Zeit (1946-)
- Assortment of newspapers digitized by the Berlin State Library
- Assortment of newspapers digitized by the University of Bonn
- Nearly complete list of projects and digital collections

### Armênia
- - Newspapers of National Library of Armenia collection (1868-1928) Free in Armenian (images only)

### Áustria
- Austrian Newspapers Online Free
  - Bukowiner Post (1893-1901)
  - Bukowiner Rundschau (1883-1905)
  - Czernowitzer Allgemeine Zeitung (1904-1911, 1913-1914, 1917-1918)
- Arbeiter-Zeitung (1945-1989) Free

### Azerbaijão
- - Newspapers of Azerbaijan

### Bélgica
- Aalst Digital Newspaper Archive (1836–1992) Free
- Royal Library of Belgium (1831–1950, not all consecutive) 1831–1918 Free (1919–1950 National Library Only)
  - Ami de l'Ordre (1914–1918)
  - Bruxellois (1914–1918)
  - Courrier de l'Escaut (1846–1950)
  - Echo de la Presse (1914–1917)
  - Echo de Parlement (1858–1885)
  - Gazet Van Brussel (1914–1918)
  - Handelsblad (1844–1950)
  - Indépendance Belge (1831–1933)
  - Indépendance Belge (edited in England, 1914–1918)
  - Koophandel (1864–1885)
  - Laatste Nieuws (1893–1931)
  - Messager de Gand (1831–1856)
  - Meuse (1856–1950)
  - Nieuwe Gids (1947–1950)
  - Nieuwe Standard (1944–1947)
  - Nieuws Van Den Dag (1893–1950)
  - Ro(o)de Vaan (1921–1950)
  - Vlaamsche Nieuws/Vlaamsche Gazet (1914–1918)
- Le Soir (1988– ) Free
- Sud Presse (1991– ) Free
- Historische Kranten ( –1944) Free (papers after 1944 not directly accessible)
  - L'Annonce d'Ypres (1854 en 1859)
  - Burgersbelang (1910)
  - La Commune d'Ypres (1849)
  - Le Courrier d'Ypres (1858, 1866, 1884 en 1911)
  - De Dorpsbode van Rousbrugge (1856-1857 en 1860-1862)
  - De Gazet van Poperinghe (1921-1940)
  - Gazette van Yperen (1857-1862)
  - De Grensgalm (1895, 1901, 1902, 1904)
  - De Halle (1925, 1932-1940)
  - De Handboog (1889)
  - De Herbergier (1901)
  - L’Indicateur (1861)
  - Journal d’Ypres (1874 - 1913)
  - Den Klappenden Ekster (1850)
  - De Kunstbode (1880 - 1883)
  - Liberté (1947)
  - Le Messager d'Ypres (1890)
  - Nieuwsblad van Yperen en van het Arrondissement (1872 - 1912)
  - L’Opinion (1863 - 1873)
  - De Poperinghenaar (1904-1914,1919-1944)
  - Het Poperinghenaartje (1915-1918)
  - De Poperingsche Keikop (1917-1919)
  - Le Progrès (1841-1914)
  - Le Propagateur (1818-1871)
  - La Publicité - L'ami du Commerce et de la Librairie - L'Echo d'Ypres (1840 – 1841 - 1842)
  - De Raadselbode (1901 en 1904-1909)
  - De Strijd – La Lutte (1894 - 1899)
  - De Toekomst (1862 - 1894)
  - Tuinklokke (1930-1940)
  - Het Veld (1914)
  - Le Sud (1934-1939)
  - La Vérité (1857-1859)
  - De Volksvriend (1850-1867)
  - Het weekblad van Ijperen (1886 - 1906)
  - De Weergalm (1904 - 1914)
  - Het Wekelijks Nieuws (1946-1990)
  - De Yperling (1853)
  - Het Ypersche (1925 - 1929)
  - De Ypersche bode (1927-1928)
  - Het Ypersch nieuws (1929-1971)
  - Het Ypersche Volk (1910-1915, 1927-32)
  - The Ypres Times (1921-1936)

### Bulgária
- The Bulgarian National Library has digitized and opened to the public its complete collection of Bulgarian newspapers since before the Liberation up to the end of World War II. See "Продължаващи издания" (Continuing publications).
- "Култура" ("Culture") 1997-2019 HTML-Archives Free

### Chipre
- American Jewish Joint Distribution Committee - Cyprus Publications (various titles and languages, 1947–1949) digitized archive of newspapers published by Holocaust survivors detained on Cyprus Free

### Croácia
- Historical Croatian Newspapers - National and University Library in Zagreb  (various titles, 1789-1944) Digitised Croatian newspapers Free
- Metelwin Digital Library (various titles, 1867-near present) archive of historic and current Croatian newspapers Free
- Sibenicensia collection that represent heritage of Šibenik’s area (various titles) Collection of Rarities; Public library “Juraj Šižgorić”
- Istarske novine online (various titles,1850.-1963.)
- Karlovački tjednik (1953.-1980.)
- Digitized Zagreb Heritage Zagreb City Libraries' Digital collections portal provides online access to the digital and digitized material deposited at the Zagreb City Libraries' repository
- DIKAZ - Digitalna knjižnica Zadar
- Arhiv Slobodne Dalmacije - digitalni arhiv tiskanih izdanja (1943.-2007.)
- HAZU - digitalna zbirka Hrvatske akademije znanosti i umjetnosti

### Dinamarca
- Illustreret Tidende (1859–1924) Free browsable magazine-style newspaper
- Mediestream Newspapers from Statens Avissamling (National Collection of Newspapers in Denmark) - volumes older than 100 years are free - view list of titles

### Eslováquia
- Bratislava University Library Digital archive of historical Slovak newspapers and books Free

### Espanha
- ABC (1891-)
- El Pais (1976-)
- El Mundo El Mundo (1989-):elmundo.es (2002-)
- Público. (2007-)
- Hemeroteca Digital Free
- Biblioteca virtual de Prensa Histórica Free
- Hemeroteca de Gijón
- Heraldo de Aragón Pay

#### Andaluzia
- Hemeroteca Biblioteca Virtual Andalucia

#### Catalunha
- La Vanguardia (1881-2010)
- El Mundo Deportivo (1906-2010)

The following are digital collections of press in catalan language
- ARCA Arxiu de Revistes Catalanes Antigues. Free. Includes newspapers and magazines.
- Arxiu digital de Granollers. Free. Includes newspapers and magazines.
- Hemeroteca històrica digital de la Biblioteca de l'Ateneu Barcelonés Free
- Fons local de publicacions històriques digitalitzades. Diputació de Barcelona. Free
- Premsa tarragonina digitalitzada. Free
- BAUEN Cercador de premsa històrica local digitalitzada Free
- Arxiu municipal de Lleida Free
- Regió7 Hemeroteca digital Pay

#### Galiza
- Prensa Galega

#### País Basco
- Biblioteca Municipal Donostia. Hemeroteca digital

### Estônia
- Digiteeritud eesti ajalehed

### Finlândia
- Helsinki University Library - Digital Collections (1771-1890)
- Helsingin Sanomat International Edition (2004- ) English and Finnish. Free

### França
- Le Monde (1987-) Pay
- Le Figaro (1826-1942), on Gallica
- Le Figaro, supplément littéraire du dimanche (1876-1929), on Gallica
- La Croix (1880-1944), on Gallica
- L'Humanité (1904-1944), on Gallica
- La Presse (1836-1884), on Gallica
- Le journal des débats et des décrets (1800-1805), on Gallica
- Le Petit Journal (1863-1939), on Gallica
- Le Petit Journal, supplément du dimanche (1884-1920), on Gallica

### Grécia
- Digital Newspaper Archives of National Library of Greece: ΑΚΡΟΠΟΛΙΣ (1883-1884), ΕΛΕΥΘΕΡΙΑ (1944-1967), ΕΜΠΡΟΣ (1896-1969), ΜΑΚΕΔΟΝΙΑ (1911-1981), ΡΙΖΟΣΠΑΣΤΗΣ (1917-1983), ΣΚΡΙΠ (1893-1963), ΤΑΧΥΔΡΟΜΟΣ (1958-1977) Free
- Kathimerini (1919–1995) (1996– ) Free (Page not found on 13 March 2015)
- To Pontiki (1979– ) Free
- To Vima (1922– ) Pay
- Vikelaia Municipal Library (1880-1950) Free
- The Library and Archive of National Gallery - Alexandros Soutzos Museum: newspaper articles from different newspapers (1900-1970) Free

### Ilhas Faroe
- The VESTNORD project (1892-2001)

### Islândia
- Morgunblaðið (1986 - present)
- Morgunblaðið (1913 - 2004)
- The VESTNORD project (1696-2002)

### Irlanda
- Irish Newspaper Archives - Includes Full archives of Irish Independent (1905-Current), Freemans Journal (1763-Current), The Nation (1842-1897) and many more full archives of great national, regional and out-of-date newspapers from Ireland and Irish America Pay
- Irish Times (1859-) Pay
- Saoirse - Irish Freedom Newspaper (1987-2003) Free
- Villanova University Digital Library Free
  - Irish Felon (24 June-22 July 1848)
  - Irish Press (1918-1922)
  - Irish Tribune (10 June-8 July 1848)
  - United Irishman (12 February-27 May 1848)
  - and others

### Itália
- Corriere della Sera (1992-)
- La Stampa (1867-)
- La Repubblica (1984-)
- l'Unità (1924-)
- Le Gazzette Bolognesi (1645-1796)
- Digital newspaper archive of the Dr. Friedrich Teßmann Library

### Letônia
- National Library of Latvia collection of national periodicals (1895-1957) Free
- Digital newspaper archive of the National Library of Latvia

### Liechtenstein
- National Library of Liechtenstein Free

### Lituânia
- Vilna Provincial Gazette (1838–1917, a few years missing) published while Lithuania was part of the Russian Empire Free

### Luxemburgo
- eluxemburgensia

Luxemburger Wort (1848-1950)
Escher Tageblatt (1913-1950)
Various other newspapers

### Malta
- Times of Malta (1930 -) (pay)

### Noruega
- Nasjonalbiblioteket - Digitale aviser

### Países Baixos
- Krantenbank Zeeland Zeeuwse BibliotheekFree
- Historische Kranten National LibraryFree
- Archive of the Leeuwarder Courant

Leeuwarder Courant (1752-)
Dagblad van het Noorden (2006-)
Nieuwsblad van het Noorden (1968-2002)
Frisia (1896-1977) and numerous other newspapers
- Gemeentearchief Roermond opent digitaal krantenarchief

### Polônia
- Baltic Digital Library A collection of 59 413 digital objects (1800-present) Free
- Czas (1848–1939) (Kraków daily) Free
- Dziennik Polski (1945–1989) (Kraków daily) Free
- Dziennik Poranny (1935–1939 (Poznań daily) Free
- FBC Newspapers A collection of over 5 000 newspaper titles aggregated from over a 100 of Polish digital libraries (1759-present) Free
- Gazeta Lwowska (1811–1939) (Lwów daily) Free
- Goniec Krakowski (1939–1945) A Nazi-sponsored, Polish-language newspaper, published in the General Government Free
- Ilustrowany Kurier Codzienny (1912–1939) (Kraków daily) Free
- Jagiellonian Digital Library A collection of 412 903 digital objects including ABC Nowiny codziennne (1926–1939 with gaps, Warsaw, daily, virulently antisemitic) Free
- Lodz/Litzmannstadt Ghetto Chronicle (1943–1944) in German and Polish Free
- Nasz Przegląd (Warsaw) death notices (1923–1938) index only Free
- National Library of Israel (19th–20th centuries) Jewish newspapers Free
  - Ha-Magid [Hebrew] (Lyck, Berlin, Kraków, and Vienna; 1856–1903)
  - Ha-Mizrachi [Hebrew] (Warsaw; 1918–1924)
  - Ha-Zefira [Hebrew] (Warsaw and Berlin; 1862, 1874–1906, 1910–1921, 1926–1928, 1931)
  - Haynt [Yiddish] (Poland; 1915–1939)
  - Der Moment [Yiddish] (Warsaw; 1910–1924)
- Nowiny Rzeszowskie (later Nowiny) (1949–1989) and (1990–1997) (Rzeszów daily) Free
- Polona.pl A collection of 1 837 655 Polish-language publications from 19th century.
- University Library in Warsaw Includes several publications, such as sports daily Przegląd Sportowy (1921–1939, 1945–1959), and literary magazine Prosto z Mostu (1935–1939) Free

### Portugal
- O Bocagiano
- Diario de Lisboa (1921-1990)
- Hemeroteca Digital

### Reino Unido
- British Library Newspapers: OCR searchable newspapers kept by the British Library. Comprises the 19th Century British Library Newspapers and the Burney collections. Only accessible remotely via licensed institutions (universities, libraries, national licence agencies)
- British Library 19th Century Digitalisation project mostly free to search pay to view (Pay); free access to Penny Illustrated Paper and The Graphic Free
- British Library Online Newspaper Archive discontinued project with partial runs of four newspapers Free
- Daily Mirror (1903-); Daily Express, Sunday Express, Daily Star (all 2000-), Daily Star Sunday (2002-) (For members of subscribing public libraries: Free) (via UK Press Online: Pay)
- Financial Times Free
- Gazettes Online - London, Edinburgh, Belfast Free
- Guardian (1821-) and Observer (1791-) (For members of subscribing public libraries: Free) (via ProQuest: Pay)
- Guardian Century (1899-1999) Free
- Highland History & Culture index and article summaries Free
  - Inverness Advertiser (1849-1885)
  - Inverness Courier (1879, 1898-1901, 1920-1939)
  - Inverness Journal (1807-1849)
  - John O'Groat Journal (1836-1887)
  - Scottish Highlander (1885-1898)
- Internet Library of Early Journals Free
- Jewish Chronicle (link to the archives is at upper right) Pay
- Lancashire Evening Post (1990-2009) Free
- Nineteenth Century Serials Edition discontinued 2005-2007 project with six 19th-century British publications Free
  - English Woman’s Journal (1858-1864)
  - Leader (1850-1860)
  - Monthly Repository (1806-1837)
  - Northern Star (1838-1852)
  - Publishers’ Circular (1880-1890)
  - Tomahawk (1867-1870)
  - Unitarian Chronicle (1832-1833)
- The Scotsman Digital Archive (Pay/Free with Athens account)
- The Times Digital Archive (TTDA) (For clients of subscribing libraries or national licence agencies: Free) (Via The Times: Pay)
- Georgian and early Victorian regional newspapers (1750's-1870's) extracts and transcripts of English and Irish newspapers, principally concentrating on Berkshire, Buckinghamshire, Hampshire, London, Lancashire, Middlesex, Surrey, Worcestershire, and Wiltshire Free
- Last Chance To Read Digital 18th and 19th Century British and Irish Newspapers and Periodicals (Mainly Pay with some Free content)
- Welsh Newspapers and Magazines, National Library of Wales up to 300 titles of pre-1900 newspapers and magazines relating to Wales and the Welsh. This project will be undertaken during 2009-2012. Free

### República Tcheca
- Digital Library Kramerius digitization project of National Library of the Czech Republic Free

### Romênia
- Arheologie Radio-Tv Romanian Radio (since 1932) and TV-Guides (images only) Free
- DacoRomanica Romanian periodicals released by the Digital Library of Romania Free
- The Digital Library of the “Lucian Blaga” Central University Library Cluj Romanian and Hungarian periodicals Free
- Glasul Minorităţilor (1923-1942) Periodical for Minorities (Romanian, French, German) Free
- National Digital Library Romanian periodicals, photographs, historical maps, books and much more Free
- Teatrul (1956-1989) Periodical for Theater Free
- Transsylvanica Romanian and Hungarian periodicals from Transylvania Free

### Rússia
- The Moscow Times (1992-) Pay

### Sérvia
- Дигитална Народна библиотека Србије (Digital people library of Serbia) Free; multiple newspapers
- Политика (2006–) (selected articles only) Free

### Suécia
- Svenska Dagstidningar Free up to 1906; from 1907, free access within the Swedish National Library and 30 other Swedish University- and Public Libraries. Over 1400 Swedish contemporary and historical newspapers from 1645 onwards. 30 million pages of which 4,5 millions are Public domain.
- DN.arkivet Pay/For subscribers only Digitized version 1864-1992 of the Swedish daily Dagens Nyheter.
- eHP - Hallandsposten Pay/For subscribers only Digitized version 1910- of the Swedish daily Hallandsposten.
- Svenska Dagbladet - historiskt sidarkiv Pay/For subscribers only Digitized version 1884- of the Swedish daily Svenska Dagbladet. The current issue is added daily.

### Suíça
- Neue Zürcher Zeitung (1993-) (Pay)
- Intelligenzblatt der Stadt Bern (1834–1922)
- Freiburger Nachrichten (1864-1920)
- La Liberté (1871-1920)
- Neue Zürcher Zeitung (1780-2010)
- Archives historiques Le Temps

Le Journal de Genève (1826-1998)
La Gazette de Lausanne (1803-1998)
Le Nouveau Quotidien (1991-1998)
- Archives historiques L’Express et L’Impartial

L'Express (-2005)
L'Impartial (-2005)
- Archivio digitale Sbt dei Quotidiani e Periodici
- Swissdox (Pay)

### Turquia
- Milliyet (1950-)
- Today's Zaman an online English Daily in Turkey

## Oceania

### Austrália
- The National Library of Australia (NLA) provides searchable on-line access to digitised copies of out-of-copyright Australian Newspapers (1802-1954). The NLA list of available titles includes more than 50 capital city and rural newspapers. Free

### Guam
- Pacific Daily News Pay
- Pacific Daily News (2002– ) Pay

### Nova Zelândia
- Papers Past at the National Library of New Zealand: over 1 million pages dated 1839 to 1932 have been OCR processed so far. Free

## Internacionais
- The Epoch Times Online Print Archive (2000- ) Free
- Google News Archive A mixture of abstracts and full articles.
- Newseum - contains front pages of various newspapers
- NewspaperARCHIVE.com (yrs 1759-current ) Over 1 billion articles and 100 Million pages.  Mostly U.S. Pay
- The Olden Times - scans of someone's personal newspaper collection of U.S., England, Scotland, Ireland, Australia Free

## News Magazines
- Eastern Panorama; Magazine of North East India
- Time (magazine); (1923- ) in text Free this is a rare all-text archive, needs some OCR correction
- Newsweek; (1990- ) in text Free
- U.S. News & World Report;  Free

## Comprehensive list
- Library of Congress

## Software providers
- NewsBank Media Services
- Olive Software
- Pressmart Media
- Gmas Software Solutions